# Alfred Haffner (Prähistoriker)
Alfred Haffner (* 2. April 1938 in Merzig) ist ein deutscher Prähistorischer Archäologe.

## Leben und Wirken
Alfred Haffner legte 1958 am Staatlichen Realgymnasium in Merzig die Reifeprüfung ab und studierte zunächst zwei Semester Geschichte, Germanistik und Romanistik an den Universitäten in Saarbrücken und Hamburg. Von 1959 bis 1963 studierte er dann Ur- und Frühgeschichte, Alte Geschichte, Vorderasiatische Archäologie und Kunstgeschichte in Hamburg, München und Saarbrücken. 1967 wurde er bei Rolf Hachmann in Saarbrücken promoviert. Von 1967 bis 1981 war Haffner als Mitarbeiter am Rheinischen Landesmuseum Trier tätig, seit 1976 als Oberkustos und Leiter der dortigen vorgeschichtlichen Abteilung, der Restaurierungswerkstatt und Bodendenkmalpflege. Ab 1981/82 nahm er einen Lehrauftrag für Vor- und Frühgeschichte an der Universität Trier wahr. Zum Wintersemester 1983/84 wurde er als Nachfolger von Hermann Hinz auf einen Lehrstuhl für Ur- und Frühgeschichte an der Universität Kiel berufen, wo er bis zu seinem Ruhestand 2003 lehrte.
Haffner beschäftigt sich vor allem mit der Eisenzeit und der Hunsrück-Eifel-Kultur.

## Schriften (Auswahl)
- Die Hunsrück-Eifel-Kultur in ihrem westlichen Verbreitungsgebiet. Teildruck 1970 (Dissertation Universität Saarbrücken 1967; mit Lebenslauf).
- Das keltisch-römische Gräberfeld von Wederath-Belginum. Teil 1: Gräber 1–428, ausgegraben 1954–1955 (= Trierer Grabungen und Forschungen. Band 6,1). Philipp von Zabern, Mainz 1971.
- Das keltisch-römische Gräberfeld von Wederath-Belginum. Teil 2: Gräber 429–883, ausgegraben 1956, 1957 (= Trierer Grabungen und Forschungen. Band 6,2). Philipp von Zabern, Mainz 1974.
- Die westliche Hunsrück-Eifel-Kultur (= Römisch-Germanische Forschungen. Band 36). De Gruyter, Berlin 1976, ISBN 3-11-004889-2.
- Das keltisch-römische Gräberfeld von Wederath-Belginum. Teil 3: Gräber 885–1260, ausgegraben 1958–1960, 1971 und 1974 (= Trierer Grabungen und Forschungen. Band 6,3). Philipp von Zabern, Mainz 1979, ISBN 3-8053-0092-1.
- (als Hrsg.): Gräber – Spiegel des Lebens. Zum Totenbrauchtum der Kelten und Römer am Beispiel des Treverer-Gräberfeldes Wederath-Belginum (= Schriftenreihe des Rheinischen Landesmuseums Trier. Band 2). von Zabern, Mainz 1989, ISBN 3-8053-1044-7.
- mit Rosemarie Cordie: Das keltisch-römische Gräberfeld von Wederath-Belginum. Teil 4: Gräber 1261–1817, ausgegraben 1978–1980. Philipp von Zabern, Mainz 1991, ISBN 3-8053-1207-5.
- (als Hrsg.): Studien zur Eisenzeit im Hunsrück-Nahe-Raum. Symposium Birkenfeld 1987 (= Trierer Zeitschrift für Geschichte und Kunst des Trierer Landes und seiner Nachbargebiete. Beiheft 13). Rheinisches Landesmuseum, Trier 1991, ISBN 3-923319-17-7.
- (als Hrsg.): Heiligtümer und Opferkulte der Kelten (= Archäologie in Deutschland. Sonderheft 1995). Theiss, Stuttgart 1995, ISBN 3-8062-1147-7.
- mit Rosemarie Cordie: Das keltisch-römische Gräberfeld von Wederath-Belginum. Teil 5: Gräber 1818–2472, ausgegraben 1978, 1981–1985. Mit Nachträgen zu Band 1–4. Philipp von Zabern, Mainz 1997, ISBN 3-8053-2016-7.
- (als Mithrsg.): Kelten, Germanen, Römer im Mittelgebirgsraum zwischen Luxemburg und Thüringen (= Kolloquien zur Vor- und Frühgeschichte. Band 5). Habelt, Bonn 2000, ISBN 3-7749-3004-X.
- (als Hrsg.): Frühe Eisengewinnung in Joldelund, Kr. Nordfriesland. Teil 2: Naturwissenschaftliche Untersuchungen zur Metallurgie- und Vegetationsgeschichte (= Universitätsforschungen zur prähistorischen Archäologie. Band 59). Habelt, Bonn 2000, ISBN 3-7749-2981-5.